# 池田景雄
池田 景雄（いけだ かげかつ）は、戦国時代から安土桃山時代にかけての武将、大名。伊予国分城主。諱は後に豊臣秀吉の偏諱を受けて秀雄（ひでかつ / ひでお）と改めた。

## 略歴
宇多源氏佐々木流の支流である近江国甲賀郡池田を本拠地とした近江池田氏の出身であるが、景雄は同国蒲生郡小井城に居住した。
初め同族の南近江の戦国大名・六角氏に仕えていたが、永禄6年（1563年）の観音寺騒動において、六角義弼が観音寺城内で重臣後藤賢豊親子を謀殺すると、反発した家臣団が六角氏居城である観音寺城を立ち退いて、それぞれの在所に籠もって抗議した。景雄はこの家臣団の一人であった。これにより主人の義弼は一時追放された。六角氏重臣の蒲生定秀・賢秀父子による事態収拾によって義弼が帰還した後も、景雄は六角氏に以前のように仕えることはなく、北近江の戦国大名・浅井長政に属するなどしていた。
永禄11年（1568年）に織田信長が上洛に際して近江に侵攻して来ると、いち早くこれに服属した。元亀年間頃には蒲生郡を支配した柴田勝家の与力とされた。
天正3年（1575年）の勝家の越前転封後は佐久間信盛の与力となっていたらしく、翌年の摂津国での天王寺合戦に従軍した。天正6年と7年の2回、佐久間信盛・信栄を招き、津田宗及を交えた茶会を開いている。
天正8年（1580年）3月25日、信長が琵琶湖の奥の島に渡って3日間の鷹狩りを催した際に、永田正貞と共に世話役を務めたため、その功により青毛の馬を拝領した。同年8月の佐久間信盛親子追放後は旗本衆に組み入れられたようで、信長直属の近江衆に名を連ねる。天正9年（1581年）と翌年の正月の爆竹の時にも参加した近江衆の中に名前がある。
天正10年（1582年）6月の本能寺の変の後、明智光秀に降って山崎の戦いでは明智方で従軍した。しかし経緯はわからないが、同年10月には羽柴秀吉に服属してその部将となっている。
天正11年（1583年）、賤ヶ岳の戦いの前哨戦において、滝川一益の家臣滝川益重によって伊勢国峯城が攻められて陥落すると、秀吉は織田信雄ら南伊勢勢と景雄を含む近江衆を包囲に差し向けてこれを開城させた。天正12年（1584年）にも再び伊勢国に出陣し、さらに小牧の陣（小牧山城包囲）にも加わり、350名を率いた。
天正18年（1590年）、小田原の役に従軍。この時に秀吉より一字拝領して、秀雄と改名した。
文禄3年（1594年）、伏見城普請に参加。当時、知行は7万石であったとされる。文禄4年（1595年）7月、高野山に追放された豊臣秀次のもとに秀雄・福島正則・福原長堯の3人が検使として派遣され、秀次は切腹して果てた。こののち秀雄は伊予越智郡今治2万石に転封されている。
慶長2年（1597年）、高齢であったにもかかわらず慶長の役に出陣して朝鮮に渡ったが、11月30日に客死した。享年70。嫡男の秀氏は大洲城主で（南予の）喜多郡1万2,000石であったが、国分城と東予の越智郡の遺領はこれに加えられず、朝鮮の役で手柄を挙げた小川祐忠に与えられた。